# Hermann Bitz
Hermann Bitz (* 21. September 1950 in Olsbrücken) ist ein ehemaliger deutscher Fußballspieler.

## Laufbahn, 1960 bis 1981

### 1. FC Kaiserslautern, bis 1975
Bitz – in der Saison 1970/71 mit der Amateurmannschaft der Pfälzer in der 1. Amateurliga Südwest agierend – bestritt 1971 unter Trainer Dietrich Weise (ab 11. März 1971 im Amt) als Amateur am Rundenende gegen den MSV Duisburg (29. Mai) und den VfB Stuttgart (5. Juni) seine ersten beiden Bundesligaeinsätze für den 1. FC Kaiserslautern. Zuvor hatte Bitz bereits in der Amateurnationalmannschaft während deren Afrika-Tournee im Dezember 1970/Januar 1971 sein Debüt gefeiert und damit gute Aussichten in den Kader für die Olympischen Sommerspiele 1972 in München aufgenommen zu werden.
In seiner ersten Bundesligarunde 1971/72 kam Bitz mit der Betzenberg-Elf auf den siebten Rang und absolvierte dabei 33 Spiele mit sieben Toren. Seine Leistungen wurden durch die Berufung in die U23-Nationalmannschaft am 11. Mai 1972 in Duisburg beim torlosen Unentschieden gegen die Auswahl der Sowjetunion und am 24. Oktober 1973 in Bochum beim 3:0-Sieg über die Auswahl Dänemarks unterstrichen. Im DFB-Pokal zog der Mittelfeldtechniker mit dem 1. FC Kaiserslautern in das Finale ein. Am 1. Juli 1972 hatten Bitz und Kollegen aber bei der 0:5-Niederlage in Hannover gegen den Sturm des FC Schalke 04 mit Reinhard Libuda, Klaus Fischer und Erwin Kremers keine Chance. Zusätzlich zu den Bundesligaeinsätzen und den Pokalspielen bestritt das Talent aus Kaiserslautern in dieser Runde in der Amateurnationalmannschaft unter DFB-Trainer Jupp Derwall elf Länderspiele zur Vorbereitung für das Olympiaturnier 1972 in München. Vor Beginn der Bundesligarunde 1972/73 fanden die Spiele in München statt und Bitz nahm an allen sechs Terminen der DFB-Mannschaft teil, darunter auch der prestigeträchtigen Auseinandersetzung am 8. September 1972 in München vor 80.000 Zuschauern gegen die DDR. Mit diesem Spiel beendete Bitz nach 23 Einsätzen seine Karriere in der Amateurnationalmannschaft.
Im ersten Trainerjahr von Erich Ribbeck in Kaiserslautern, 1973/74, kam Bitz auf 32 Einsätze und absolvierte am 24. Oktober 1973 in Bochum sein zweites Spiel in der Juniorennationalmannschaft. Beim 3:0-Sieg gegen Dänemark bildete er zusammen mit Willi Reimann, Hans Walitza, Klaus Wunder und Ronald Worm den Angriff der DFB-Elf. Spektakulär war in dieser Runde für Bitz und seine Mannschaftskameraden auch am 12. Spieltag der 7:4-Heimerfolg von Lautern gegen den FC Bayern München nach einem 1:3 Halbzeitrückstand. Nach der Runde 1974/75 beendete Bitz nach 132 Bundesligaeinsätzen und 15 Treffern seine Tätigkeit in Kaiserslautern und wechselte an den Bieberer Berg zu Kickers Offenbach.

### Kickers Offenbach, 1975 bis 1979
Mit Trainer Otto Rehhagel hatten die Offenbacher 1974/75 den achten Tabellenplatz in der Fußball-Bundesliga belegt und gingen optimistisch mit dem Neuzugang vom Betzenberg in die Runde 1975/76. Im Dezember 1975 wurde Rehhagel entlassen und die Kickers stiegen im Sommer 1976 aus der Bundesliga ab. Bitz hatte wie auch Josef Hickersberger alle 34 Spiele bestritten und blieb auch in der 2. Fußball-Bundesliga in Offenbach. Von 1976 bis 1979 gehörte er zu den Leistungsträgern der Kickers-Elf, die in den drei Runden auf den Plätzen drei, fünf und sechs in der 2. Liga einkam, dabei finanziell immer mehr in Schieflage geriet und deshalb auch 1979 aus finanziellen Gründen Bitz zu 1860 München ziehen lassen musste. In der 2. Liga hatte Bitz für Offenbach 106 Spiele mit 40 Toren bestritten.

### TSV 1860 München, 1979 bis 1981
Mit drei verschiedenen Trainern – Eckhard Krautzun, Alfred Baumann, Carl-Heinz Rühl – und dem verletzungsbedingten Ausfall von Heinz Flohe nach 14 Spielen konnten die „Löwen“ mit dem 13. Rang als Aufsteiger die Klasse halten. Bitz hatte 23 Spiele bestritten und vier Treffer erzielt. In seiner zweiten Saison bei 1860 München kam Bitz 1980/81 auf 19 Einsätze und konnte an der Seite von Horst Wohlers und Rudolf Völler den erneuten Abstieg der Münchner nicht verhindern. Im Sommer 1981 beendete er seine Laufbahn als Lizenzspieler in der Bundesliga.